# The Inspection
Pour plus de détails, voir Fiche technique et Distribution.
The Inspection ou L'inspection au Québec est un film américain réalisé par Elegance Bratton, sorti en 2022.
Inspiré de la vie réelle du réalisateur, ce long métrage suit un jeune homme qui lutte contre l'homophobie dans le camp d'entraînement de la Marine et à domicile chez sa mère.
Il est présenté au festival international du film de Toronto 2022.

## Synopsis
Ellis French (Jeremy Pope) s'engage au corps des Marines et finira dans le camp d'entraînement de Parris Island, en Caroline du Sud. Il est satisfait aux exigences physiques, mais n'a pas bien réussi à dissimuler son orientation sexuelle, faisant de lui la cible d'un bizutage quasi mortel sous l'ordre des instructeurs Leland Laws (Bokeem Woodbine) et son camarade, Laurence Harvey (Raúl Castillo).

## Fiche technique
Sauf indication contraire, les informations mentionnées dans cette section peuvent être confirmées par la base de données cinématographiques IMDb,  présente dans la section « Liens externes ».
- Titre original : The Inspection
- Titre québécois : L'inspection[1]
- Réalisation et scénario : Elegance Bratton
- Musique : Animal Collective
- Direction artistique : Juli Kunke, Bryan Norvelle et Daniel Ornitz
- Décors : Tommy Love et Erik Louis Robert
- Costumes : n/a
- Photographie : Lachlan Milne
- Montage : Oriana Soddu
- Production : Chester Algernal Gordon et Effie Brown
- Sociétés de production : Gamechanger Films et Freedom Principle
- Société de distribution : A24
- Budget : 3 millions de dollars[2]
- Pays de production :  États-Unis
- Langue originale : anglais
- Format : couleur
- Genre : drame
- Durée : 95 minutes
- Dates de sortie :
  - Canada : 8 septembre 2022 (Festival international du film de Toronto)
  - États-Unis : 18 novembre 2022
  - Québec : 2 décembre 2022[1]
  - Belgique : 15 février 2023

## Distribution
- Jeremy Pope : Ellis French
- Raúl Castillo : Rosales
- Bokeem Woodbine : Leland Laws
- Gabrielle Union : Inez French
- McCaul Lombardi (en) : Harvey
- Aaron Dominguez : Castro
- Nicholas Logan : Brooks
- Eman Esfandi : Ismail
- Andrew Kai : Label
- Aubrey Joseph : Boles

## Production

### Développement
En juin 2021, on révèle qu'Elegance Bratton prépare, en tant que scénariste et réalisateur, son premier long métrage autobiographique, en compagnie du producteur Effie T. Brown qui co-finance de la part de Gamechanger Films avec A24 qui gère également la distribution mondiale, ainsi que Chester Algernal Gordon qui le produit via Freedom Principle.

### Distribution des rôles
En juin 2021, Jeremy Pope et Gabrielle Union sont engagés pour interpréter un jeune homosexuel s'engageant au Corps de la Marines et sa mère homophobe, ainsi que Bokeem Woodbine et Raúl Castillo qui les rejoignent quelques jours après.

### Tournage
Le tournage a lieu à Jackson et à Pearl, au Mississippi. Il se termine en fin novembre 2021.

### Musique
La musique du film est composée par le groupe de rock expérimental Animal Collective, dont l'album sortira en même temps que le film, le 18 novembre 2022 aux États-Unis. En revanche, la première chanson Crucible sort plus tôt le 4 novembre, complétée par la voix caractéristique du groupe, surtout une itération rêveuse de leur propre atmosphère.
Liste des pistes
1. Shelter to Inez
2. Birth Certificate
3. Bus Ride
4. Laws Beat
5. Seeing Rosales
6. Buzz Cuts
7. Reveille
8. Caterpillars
9. Phase 1
10. Shower Fantasy (Movie Edit)
11. Shower Fantasy (Original Mix)
12. Shower Anger
13. Thanksgiving
14. Stress Position
15. Drills
16. Phase 2
17. Drowning Man
18. Flashlights
19. Human Target
20. Cover Up
21. Phone Call
22. Phase 3
23. War Paint
24. Crucible
25. Fight Pit
26. Disappear French
27. Oohrah
28. Sixteen With Nobody
29. Reflection
30. Wish I Knew You (avec Indigo De Souza)

## Accueil

### Festivals et sortie
Le film est projeté en avant-première mondiale au festival international du film de Toronto, le 8 septembre 2022, ainsi qu'au festival du film de New York, le 14 octobre. Il sort le 18 novembre aux États-Unis.

### Critiques
Le film est très bien reçu par la critique : il atteint un taux d'approbation de 80 % sur 35 critiques sur Rotten Tomatoes, avec une note de 6.70⁄10 et totalise un score de 71⁄100 sur le site d'agrégation Metacritic, basé sur 13 critiques toutes positives.

## Distinctions

### Récompense
- National Board of Review 2022 : Top 10 films indépendants[15]

### Nominations
- Film Independent's Spirit Awards 2023[16] :
  - Meilleur acteur pour Jeremy Pope
  - Meilleure actrice dans un second rôle pour Gabrielle Union
  - Meilleur film pour Elegance Bratton, Effie T. Brown et Chester Algernal Gordon
- Golden Globes 2023 : meilleur acteur dans un film dramatique pour Jeremy Pope[17]